# Candirejo (Tuntang)
Candirejo is een bestuurslaag in het regentschap Semarang van de provincie Midden-Java, Indonesië. Candirejo telt 6115 inwoners (volkstelling 2010).